# Police
Police là một thị trấn thuộc huyện Policki, tỉnh Zachodniopomorskie ở tây-bắc Ba Lan. Thị trấn có diện tích 37 km². Đến ngày 1 tháng 1 năm 2011, dân số của thị trấn là 33951 người và mật độ 910 người/km².